# Inhibitor apoptoze
Inhibitor apoptoze (IAP) je familija funkcionalno i strukturno srodnih proteina, koji služe kao endogeni inhibitori programirane ćelijske smrti (apoptoze). Zajedničko svojstvo svih IAP jedinjenja je prisustvo BIR-a (Bakulovirusnog IAP ponavljanja, ~70 aminokiselina dugog domena) sa jednom do tri kopije. Ljudska IAP familija sadrži osam članova, i IAP homolozi su identifikovani u brojnim organizmima.
Prvi članovi IAP familije su prvo identifikovani iz bakulovirusa, Cp-IAP i Op-IAP. Oni se vezuju za i inhibiraju kaspaze, što je mehanizam koji doprinosi njihovoj efikasnoj infekciji i replikaciji u domaćinu. Kasnije je pet dodatnih ljudskih IAP proteina otkriveno, uključujući: XIAP, c-IAPl, , , i survivin.

## Spoljašnje veze
- Inhibitor+of+Apoptosis+Proteins на 